# Organisation de résistance de l’armée

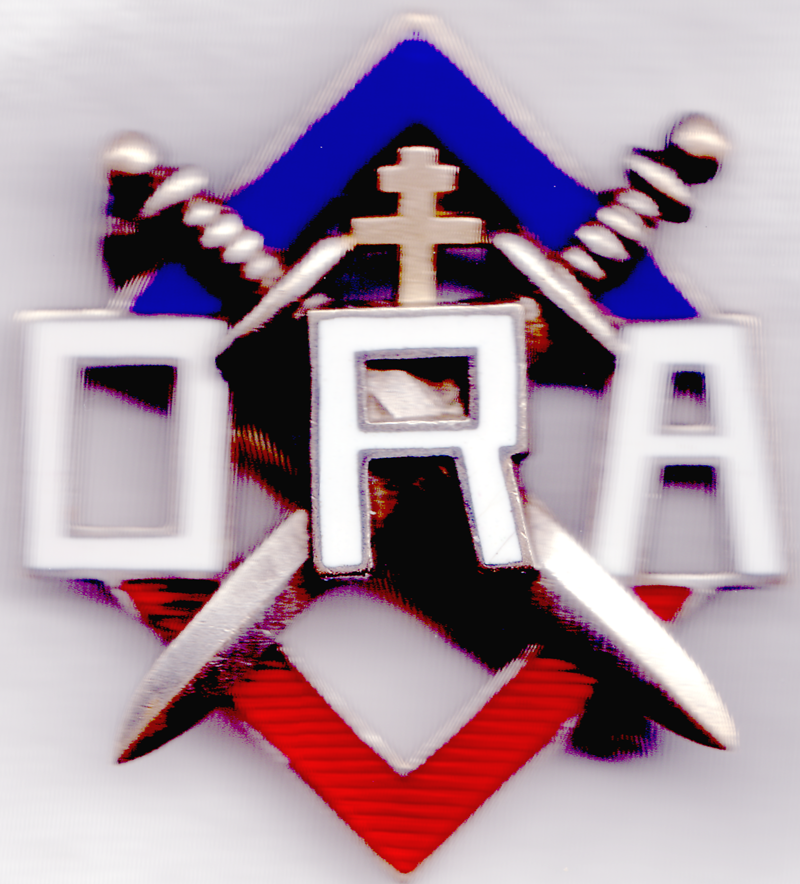
Insigne der ORA

Die Organisation de résistance de l'armée (ORA) (Widerstandsorganisation der Armee) war eine französische paramilitärische Widerstandsorganisation während des Zweiten Weltkriegs.

## Gründung
Nach der deutschen Besetzung der „freien“ Zone (Zone libre bzw. Zone sud) im November 1942 wurde die ORA am 31. Januar 1943 als — selbst sogenannt apolitische — Organisation gegründet. Sie vereinte ehemaliges französisches Militärpersonal im Widerstand gegen die deutschen Besatzer, Charles de Gaulles Führungsanspruch jedoch nicht anerkennend. Gegründet wurde die ORA von General Aubert Frère. Frère war seinerzeit Präsident des Tribunals gewesen, das de Gaulle im August 1940 in Clermont-Ferrand zum Tode verurteilt hatte.

## Führung
General Aubert Frère führte die ORA von der Gründung 1940 bis zu seiner Verhaftung und Deportation 1943 ins Konzentrationslager Struthof, wo er am 13. Juni 1944 starb.
Nach Frère führte General Jean-Edouard Verneau die ORA. Er wurde am 23. Oktober 1943 verhaftet und starb während seiner Deportation nach Buchenwald am 14. September 1944. Nach ihm übernahm General Georges Revers die Führung, mit General Pierre Brisac als Stellvertreter.
In der Zone sud wuchs die ORA schnell, was auf die Rekrutierung von Kadern und vor den Deutschen versteckte Waffen der Vichy-Armee zurückzuführen ist. 1944 vereinigte sie sich mit zwei anderen großen Résistance-Organisationen, der Armée secrète (AS) und den Francs-tireurs et partisans (FTP) zu den Forces françaises de l’intérieur (FFI), bewahrte aber innerhalb der FFI ihre Autonomie.

## Einige Mitglieder
Die Tabelle erhebt keinen Anspruch auf Vollständigkeit. Sie kann gerne mit Daten und Belegen verbessert werden.
| Name                                              | REF         | Widerstandsbewegung, Netzwerk, Gruppe, Partei, Maquis | Geburtsort                                    | Geburtsjahr | Sterbejahr | Sterbeort                                    | Beruf             | Anmerkung Bemerkung Sterbeursache                                                                                       |
| ------------------------------------------------- | ----------- | ----------------------------------------------------- | --------------------------------------------- | ----------- | ---------- | -------------------------------------------- | ----------------- | --- |
| Fernand Allemandet                                | [ 1 ]       | Organisation de résistance de l'armée (ORA)           |                                               | 1881        | 1961       |                                              | General           | |
| Gérard Bourdier                                   | [ 2 ]       | Organisation de résistance de l'armée (ORA)           |                                               | 1922        | 1944       | Bois de Druyes-les-Belles-Fontaines (Yonne)  |                   | (2. Weltkrieg nicht überlebt)                                                                                           |
| Jacques Boutet                                    | [ 3 ]       | Organisation de résistance de l'armée (ORA)           | Tulle (Corrèze)                               | 1890        | 1944       | Clermont-Ferrand (Puy-de-Dôme)               | Offizier          | (2. Weltkrieg nicht überlebt)                                                                                           |
| Pierre Brisac „Colonel Brachet“                   | [ 4 ]       | Organisation de résistance de l'armée (ORA)           | Paris                                         | 1897        | 1975       |                                              | Generaloffizier   | (2. Weltkrieg überlebt, Stellvertreter von Georges Revers)                                                              |
| Marcel Descour „BAYARD“ und „PERIMETER“           | [ 5 ] [ 6 ] | Organisation de résistance de l'armée (ORA)           | Paris                                         | 1899        | 1995       | Montbrison-sur-Lez (Drôme) oder Paris        | General           | (2. Weltkrieg überlebt, Leiter der Region R1 (Rhône-Alpes))                                                             |
| Roger Fayard                                      |             | Organisation de résistance de l'armée (ORA)           |                                               |             |            |                                              |                   | |
| Aubert Frère                                      | [ 7 ]       | Organisation de résistance de l'armée (ORA)           | Grévillers                                    | 1881        | 1944       | KZ Natzweiler-Struthof                       | General           | (2. Weltkrieg nicht überlebt)                                                                                           |
| Henry du Fresne de Virel                          | [ 8 ]       | Organisation de résistance de l'armée (ORA)           | Château de Blanchecoudre oder Breuil-Chaussée | 1897        | 1945       | KZ Buchenwald oder Strassfurt (Salzbergwerk) | Brigadegeneral    | (2. Weltkrieg nicht überlebt)                                                                                           |
| André Emile Friess                                | [ 9 ]       | Organisation de résistance de l'armée (ORA)           | Sidi Bel Abbes                                | 1896        | 1983       | Toulon                                       |                   | |
| Jacques de Grancey                                | [ 10 ]      | Organisation de résistance de l'armée (ORA)           | Paris                                         | 1894        | 1973       | Paris                                        | Generalstabschef  | (Nach Henri Mingasson Leiter der Region R5 (Dordogne - Haute Vienne - Indre - Corréze))                                 |
| Joseph Guillaut                                   | [ 11 ]      | Organisation de résistance de l'armée (ORA)           | Marseillan (Hérault)                          | 1895        | 1944       | Castelmaurou (Haute-Garonne)                 | Berufssoldat      | (2. Weltkrieg nicht überlebt, Leiter der ORA für R3)                                                                    |
| Georges Journois                                  | [ 12 ]      | Organisation de résistance de l'armée (ORA)           | Bosc-Bordel                                   | 1896        | 1944       | Wilhelmshaven                                | Offizier          | Leiter der Region R2 (Provence)                                                                                         |
| Jacques Journois                                  |             | Organisation de résistance de l'armée (ORA)           |                                               |             |            |                                              |                   | |
| Jacques Lècuyer                                   | [ 13 ]      | Organisation de résistance de l'armée (ORA)           | Saint-Quentin                                 | 1912        | 1999       | Roquefort-les-Pins                           | General           | (2. Weltkrieg überlebt, Leiter der Region R2 (Provence) als Nachfolger von Georges Journois)                            |
| Francois Masnou                                   | [ 14 ]      | Organisation de résistance de l'armée (ORA)           | Bourges                                       | 1894        | 1986       | Louveciennes                                 | Brigadier-General | (Leiter in der Region Bretagne, 2. Weltkrieg überlebt)                                                                  |
| Henry Michaud                                     | [ 15 ]      | Organisation de résistance de l'armée (ORA)           | Perpignan                                     | 1875        | 1945       | KZ Buchenwald                                |                   | (2. Weltkrieg nicht überlebt, Leiter der Region Nord)                                                                   |
| Henri Mingasson                                   |             | Organisation de résistance de l'armée (ORA)           | Guéret (Creuse)                               | 1899        | 1978       | Villiers-Saint-Denis (Aisne)                 | Brigadegeneral    | (Leiter der Region R5 (Dordogne - Haute Vienne - Indre - Corréze))                                                      |
| Commander / Lieutenant-Colonnel VN: ?NN: Paquette |             | Organisation de résistance de l'armée (ORA)           |                                               |             |            |                                              |                   | (Nach Jacques de Grancey Leiter der Region R5 (Dordogne - Haute Vienne - Indre - Corréze))                              |
| Andrè Pommiès                                     | [ 16 ]      | Organisation de résistance de l'armée (ORA)           | Bordeaux                                      | 1904        | 1972       | Arbus bei Pau                                | General           | (Leiter der Region R4 (Sud-Ouest))                                                                                      |
| Georges Revers                                    | [ 17 ]      | Organisation de résistance de l'armée (ORA)           | Saint-Malo                                    | 1891        | 1974       | Saint-Mandé                                  |                   | Leiter der Organisation ab (ca. 23.–26) Oktober 1943 bis zur Befreiung                                                  |
| Jean-Edouard Verneau                              | [ 18 ]      | Organisation de résistance de l'armée (ORA)           | Vignot                                        | 1890        | 1944       | KZ Buchenwald                                |                   | (2. Weltkrieg nicht überlebt, Nachfolger von Aubert Frère als Leiter der Organisation und Vorgänger von Georges Revers) |